# Apamea meissonieri
Apamea meissonieri là một loài bướm đêm trong họ Noctuidae.